# Stinnett (Teksas)
Stinnett je grad u američkoj saveznoj državi Teksas. Prema popisu stanovništva iz 2010. u njemu je živjelo 1.881 stanovnika.